# Věra Vacíková
Věra Vacíková (* 30. August 1951) ist eine ehemalige tschechoslowakische Politikerin der Kommunistischen Partei KSČ (Komunistická strana Československa). Die Tschechin zog 1976 als jüngste Abgeordnete in das Parlament ein.
Vacíková vertrat vom 23. Oktober 1976 bis Mai 1986 den Wahlkreis Nr. 38 (Prachatice, Südböhmen) für zwei Wahlperioden in der Kammer der Nationen (Sněmovna národů) der Föderationsversammlung (Federální shromáždění). Nur der 24 Jahre alte Abgeordnete Miroslav Kozák aus Nordböhmen war 1976 jünger als Vacíková.